# Муфта пружна із зірочкою

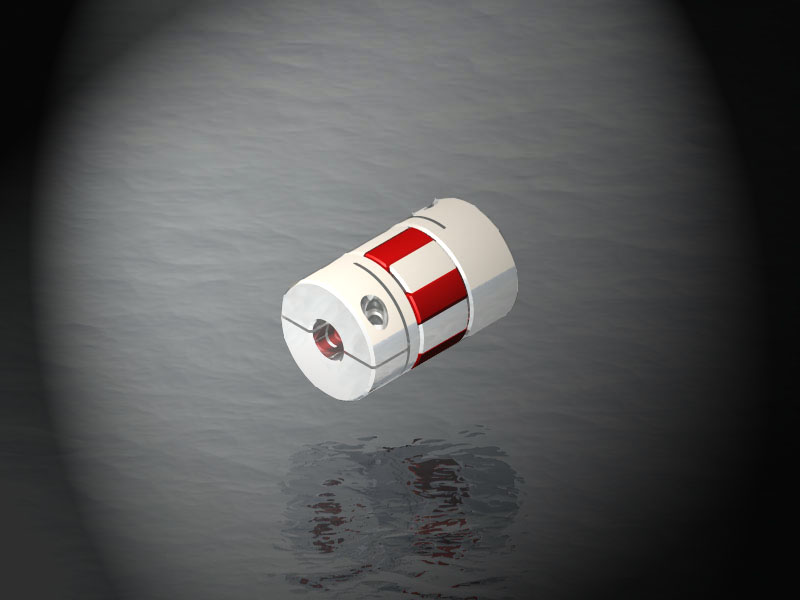
Пружна муфта із зірочкою у зібраному стані (зірочка має червоний колір)

Муфта пружна із зірочкою — різновид кулачково-дискової муфти, у якої робочі поверхні кулачків розділені еластичною зірочкою. 
Муфта складається з двох напівмуфт з трьома або чотирма торцевими кулачками трикутного чи трапецевидного перерізу. Кулачки входять у відповідні впадини проміжного тіла — пружної зірочки, котра служить пружним елементом. Зірочка працює на стиск. При передачі моменту в кожен бік працюють три (чотири) зуби зірочки. 
Муфта стандартизована (ДСТУ 2129-93 ) і широко використовується для сполучення швидкохідних валів (до n = 3000...6000 об/хв при Tp = 3...400 Н·м та діаметрах валів d = 6...48 мм). 
Дана муфта досить компактна і надійна в експлуатації, має малу податливість, її роботоздатність різко спадає зі збільшенням неспіввісності валів. Півмуфти переважно виготовляють із сталі Ст 3.
Перевірний  розрахунок муфти з пружним елементом у вигляді зірочки виконують за умовою обмеження тиску на робочих поверхнях пружного елемента:
{\displaystyle p={\frac {2T_{p}}{Dzhb}}\leq [p]},
де z — число кулачків в одній півмуфті;
D — середній діаметр кулачків;
h — довжина кулачка (у радіальному напрямі);
b — висота кулачка (в осьовому напрямі).
Допустимий тиск беруть [р] = (3...5) МПа (більші значення [р] при малих кутових швидкостях валів). Втрати у муфті оцінюються ККД η = 0,97...0,98, а додаткове радіальне навантаження валів при їх радіальному зміщенні FМ ≈ (0,3...0,4)Tp/D.